# Shounen Alice
Shounen Alice  é o quinto álbum de estúdio de Maaya Sakamoto. Foi lançado em 10 de dezembro de 2003 pela Victor Entertainment e possui catorze faixas. Foi relançado em 2010 pela FlyingDog (subsidiária da Victor Entertainment criada posteriormente).

## Produção
Como os singles de Sakamoto costumam ser compilados posteriormente e lançados em coletâneas, este álbum não teve nenhum. A composição e arranjo de todas as músicas ficou a cargo de Yoko Kanno, acrescentando mais um capítulo na longa história de colaboração com a cantora. Entretanto, a parceria se encerrou após esse álbum, sendo retomada apenas em 2008, com o single Triangler, de Macross Frontier.

## Recepção
O álbum ficou nove semanas no Oricon Albums Chart, chegando à 8ª posição.
No relançamento de 2010, Toshihiro Baba, da Tower Records, elogiou várias canções em particular, chegando a comparar "park amsterdam (the whole story)" com o som dos Beatles. Ao comentar da música "03", que chamou de fantástica, disse "quando se escuta Maaya Sakamoto, é como se estivesse lendo um livro de literatura pura. Esta é uma música que me fez sentir emoções fortes, e pode-se ouvir a combinação de "tranquilidade" e "selvagem" que emergiu como a assinatura da artista depois de nadar em um mar com variadas canções."
A canção "Uchuu Hikoshi no Uta" foi selecionada como a "música do povo" da NHK para dezembro-janeiro de 2003.

## Legado
A canção "03" foi composta para o curta-metragem 03+ (lê-se zerosan cross), o primeiro papel de Sakamoto como atriz em filme live action, não apenas como voz. O DVD do filme foi lançado no mesmo dia e chegou à 11ª posição na Oricon. O filme foi dirigido por Hidenori Sugimori, diretor de Mizu No Onna.

## Faixas
| N.º            | Título                                               | Letras           | Música         | Arranjo        | Duração |  |
| 1.             | "Uchuu Hikoushi no Uta"                              | Hiroshi Ichikura | Y. Kanno       | Y. Kanno       | 3:49    |  |
| 2.             | "Sora wo Miro"                                       | M. Sakamoto      | Y. Kanno       | Y. Kanno       | 4:05    |  |
| 3.             | "Scrap ~ Wakare no Uta"                              | Yuho Iwasato     | Y. Kanno       | Y. Kanno       | 4:46    |  |
| 4.             | "Makiba Alice!"                                      | M. Sakamoto      | Y. Kanno       | Y. Kanno       | 4:49    |  |
| 5.             | "Mahiru ga Yuki"                                     | Y. Iwasato       | Y. Kanno       | Y. Kanno       | 4:34    |  |
| 6.             | "KINGFISHER GIRL (The Song of "Wish You Were Here")" | Chris Mosdell    | Y. Kanno       | Y. Kanno       | 3:30    |  |
| 7.             | "Hero"                                               | M. Sakamoto      | Y. Kanno       | Y. Kanno       | 2:48    |  |
| 8.             | "Yoru"                                               | Y. Iwasato       | Y. Kanno       | Y. Kanno       | 4:42    |  |
| 9.             | "CALL TO ME"                                         | Alan Brey        | Y. Kanno       | Y. Kanno       | 4:47    |  |
| 10.            | "Hikari Are"                                         | M. Sakamoto      | Y. Kanno       | Y. Kanno       | 4:26    |  |
| 11.            | "Chibikko Folk"                                      | H. Ichikura      | Y. Kanno       | Y. Kanno       | 4:03    |  |
| 12.            | "park amsterdam (the whole story)"                   | troy             | Y. Kanno       | Y. Kanno       | 4:05    |  |
| 13.            | "03"                                                 | M. Sakamoto      | Y. Kanno       | Y. Kanno       | 5:58    |  |
| 14.            | "Okitegami"                                          | M. Sakamoto      | Y. Kanno       | Y. Kanno       | 2:40    |  |
| Duração total: | Duração total:                                       | Duração total:   | Duração total: | Duração total: | 59:02   |  |